# Pod Črchľou
Pod Črchľou je přírodní rezervace v oblasti TANAP
Nachází se v katastrálním území obce Tatranská Javorina v okrese Poprad v Prešovském kraji. Území bylo vyhlášeno či novelizováno v roce 1991 na rozloze 31,82 ha. Ochranné pásmo nebylo stanoveno.